# Napo-Saki
Der Napo-Saki (Pithecia napensis) ist eine Primatenart aus der Gruppe der Neuweltaffen, die in der ecuadorianischen Region Oriente südlich des Río Napo und in der angrenzenden, nördlich des Río Marañón liegenden Region Perus vorkommt.

## Merkmale
Die Affenart erreicht eine Gesamtlänge von etwa 85 cm, der Schwanz hat dabei eine Länge von 44 bis 48 cm. Die Männchen sind schwärzlich gefärbt mit hellen Haarspitzen, wodurch ein etwas gräulicher Eindruck entsteht. Das Gesicht ist oberhalb der Augen weißlich, darunter gräulich. Die unbehaarte Haut an Nase und ums Maul ist schwarz, bei einigen Exemplaren auch rosig. Die Brust ist rost- oder orangefarben. Weibchen sind eher dunkel gräulich gefärbt mit braunen Brusthaaren und haben in der Regel dunklere Gesichter. Bei beiden Geschlechtern sind die Oberseiten der Hände und Füße mit kurzen weißen Haaren bedeckt. Charakteristisch für die Art sind weiße Augenbraunenflecken oberhalb der Augen, ein Merkmal, das der Napo-Saki mit dem Isabel-Saki (Pithecia isabela) aus dem nordöstlichen Peru teilt. Die Flecken stehen beim Napo-Saki jedoch deutlich dichter zusammen und erstrecken sich zusammenfließend bis weit über die Stirn und verlaufen zunehmend vergrauend auch auf das Gesicht, während sie beim Isabel-Saki weitaus kleiner und diffuser ausgeprägt sind und sich auch nicht bis auf das Gesicht erstrecken. Der Napo-Saki wirkt massiger und größer und die Männchen haben eine hellere, mehr orange erscheinende Brust, während die Brust der Männchen des Isabel-Sakis eher orangebraun ist.

## Systematik
Die Form wurde 1938 durch den schwedischen Zoologen Einar Lönnberg als Unterart des Mönchsaffen (Pithecia monachus) beschrieben, 1987 aber durch Philip Hershkovitz wieder eingezogen und mit Pithecia monachus synonymisiert. Erst 2014, in einer Revision der Sakis, wurde Pithecia napensis als eigenständige Art anerkannt.